# Julius John
Julius John (13. ledna 1879 Lideň – 28. dubna 1957) byl československý politik německé národnosti a poslanec Národního shromáždění za Německou sociálně demokratickou stranu dělnickou v ČSR.

## Biografie
Byl ústředním tajemníkem Svazu pracovníků chemického průmyslu se sídlem v Ústí nad Labem a z titulu této funkce členem Německého svazu odborů. Patrně již od jejího založení roku 1919 byl členem DSAP. Podle údajů k roku 1925 byl profesí těžařským tajemníkem v Ústí nad Labem.
Po parlamentních volbách v roce 1920 získal mandát za Německou sociálně demokratickou stranu dělnickou v ČSR (DSAP) v Národním shromáždění. Mandát ale nabyl až dodatečně roku 1925 jako náhradník poté, co rezignoval poslanec Eduard Hausmann.